# عنف العشائر اليمنية العدنية
يشير عنف العشائر اليمنية والعدنية إلى عنف طائفي باليمن وعدن خلال الفترة من 1956 حتى 1960. أسفر هذا العنف عن مقتل 1000 شخص.

## الخلفية
في عام 1950، وضع كينيدي تريفاسكيس، مستشار المحمية الغربية، خطة لحماية المحميات البريطانية لتشكيل اتحادين، يقابلان نصفي المحمية. ومع إحراز تقدم ضئيل في تنفيذ الخطة، فقد اعتبرها أحمد بن يحيى، إمام المملكة المتوكلية اليمنية، استفزازًا. وبالإضافة إلى دوره كملك، شغل أيضًا منصب إمام الزيود وهم طائفة حاكمة من الإسلام الشيعي. خشي أحمد أن يكون الاتحاد الناجح في المحميات السنية الشافعية بمثابة منارة للشافعيين الساخطين الذين يسكنون المناطق الساحلية في اليمن. ولمواجهة التهديد، كثف أحمد الجهود اليمنية لتقويض السيطرة البريطانية.

## العنف
في منتصف الخمسينيات، دعمت المملكة المتوكلية عددًا من الثورات التي قامت بها القبائل الساخطة ضد دول المحمية. أدى العنف الطائفي في المملكة المتوكلية وعدن خلال الفترة 1956 حتى 1960 إلى مقتل حوالي 1000 شخص. كانت جاذبية اليمن محدودة في البداية في المحمية، لكن العلاقة الحميمة بين اليمن والرئيس القومي العربي الشعبي جمال عبد الناصر وتشكيل الدول العربية المتحدة زادت من جاذبيتها.